# Ільчиш Максим Олександрович
Максим Олександрович Ільчиш (нар. 5 листопада 1992, Полтава, Україна) — український футболіст, захисник.

## Клубна кар'єра
Вихованець полтавської «Молоді», перші тренери — Олександр Єжаков та Сергій Ходориєв. У 2009 році перейшов до «Ворскли», де виступав за молодіжну команду клубу. Не отримавши можливість заграти в першій команді полтавчан, відправився на Кіпр. Проходив перегляд в одному з клубів другого дивізіону місцевого чемпіонату. Там його помітили представники переможця чемпіонату Кіпру, клубу АЕЛ. На початку лютого 2013 року, після успішного перегляду, підписав контракт з клубом з Лімасол. В АЕЛі на той час виступали захисники з досвідом гри в грецькому та іспанському чемпіонатах, тому молодий Максим закріпитися не зумів. В сезоні 2012/13 років двічі виходив на поле з лави для запасних у матчах «Середнього плей-офф ліги». У сезоні 2013/14 років був заявлений кіпрським клубом на сезон, але до заявки на матчі клубу жодного разу так і не потрапив. 
У жовтні 2013 року перейшов до «Кременя». Дебютував у складі кременчуцького клубу 19 жовтня 2013 року в переможному (3:1) виїзному поєдинку 18-о туру Другої ліги проти донецького «Шахтаря-3». Ільчиш вийшов на поле на 79-й хвилині, замінивши Сергія Вовкодава. Дебютним голом на професіональному рівні відзначився 30 листопада 2013 року на 38-й хвилині переможного (4:2) домашнього поєдинку 24-о туру Другої ліги проти новокаховської «Енергії». Максим вийшов на поле в стартовому складі, а на 68-й хвилині його замінив Ігор Крижанівський. У футболці «Кременя» в Другій лізі зіграв 7 матчів та відзначився 1 голом.
Навесні 2014 року перейшов у «Карлівка». Дебютував за команду з Полтавщини 13 квітня 2014 року в програному (0:1) виїзному поєдинку 28-о туру Другої ліги проти криворізького «Гірника». Ільчиш вийшов на поле в стартовому складі та відіграв увесь матч. У футболці «Карлівки» зіграв 8 матчів у Другій лізі.
З 2011 по 2016 рік виступав за аматорські клуби СК «Полтава», «Рокита», «Зеніт» (Лубни), «Лубни» та «Оржиця». З 2017 року захищає кольори решетилівського «Динамо».

## Кар'єра в збірній
З 2009 по 2010 рік зіграв 9 матчів у футболці юнацької збірної України (U-18).